# メディキット
メディキット株式会社は、東京都文京区湯島に本社を置き、医療機器の開発・製造・販売等を行う企業である。本項では、子会社の東郷メディキット株式会社についても併せて説明する。

## 概要
透析、血管造影、輸液等に用いられる血管用カテーテルの開発・製造・販売を行う企業である。

## 沿革
- 1971年（昭和46年）6月 - 宮崎県東臼杵郡東郷町にて前身である中島医療用具製作所発足。第一工場（現東郷工場）で輸血・輸液用留置針の製造を開始。
- 1973年（昭和48年）6月 - 宮崎県東臼杵郡東郷町にてメディキット（現東郷メディキット）を設立。
- 1976年（昭和51年）4月 - 日本初のフッ素樹脂を用いた一体血管留置針を開発。
- 1981年（昭和56年）8月 - 宮崎県東臼杵郡南郷村に第二工場を建設。
- 1984年（昭和59年）9月 - メディキットを製造会社とし、東郷メディキットへ社名変更。販売会社として新たにメディキットを東京都千代田区に設立。
- 1986年（昭和61年）4月 - 東郷メディキットがシースイントロデューサー及び血管造影用カテーテルを開発。
- 1990年（平成2年）12月 - 東郷メディキットが宮崎県日向市に第三工場（現日向工場）を建設。
- 1993年（平成5年）3月 - 本社ビルを東京都文京区湯島に新築移転。
- 1997年（平成9年）8月 - メディキットが千葉県佐倉市に佐倉流通倉庫を建設。
- 2002年（平成14年）10月 - メディキットが東郷メディキットを100％子会社化。
- 2002年（平成14年）12月 - 東郷メディキットが佐倉流通倉庫内に佐倉工場を建設。
- 2005年（平成17年）6月 - メディキットがジャスダックに上場。

## 東郷メディキット

### 工場
- 日向工場 - 宮崎県日向市大字日知屋字亀川17148-6
- 日向第二工場 - 宮崎県日向市東郷町字柿ノ木田丙435-3
- 東郷工場 - 宮崎県日向市東郷町山陰丁1117
- 佐倉工場 - 千葉県佐倉市大作1-6-1